# Jerzy Jędrzejewski
Jerzy Jędrzejewski (ur. 11 kwietnia 1931, zm. 12 maja 2018) – polski pilot doświadczalny, konstruktor i instruktor lotniczy.

## Lotnicza droga
Wywodzi się z rodziny o tradycjach lotniczych – bracia Henryk i Jan również byli pilotami. Lotniczą pasję życia rozpoczął od modelarstwa lotniczego. W 1947 r. rozpoczął szkolenie szybowcowe na szybowcu SG-38 metodą jednosterową (instruktor Jerzy Derkowski). Należąc do Aeroklubu Kujawskiego doskonalił umiejętności pod nadzorem instruktorów (Remigiusz Jankowski, Józef Dankowski, Zdzisław Przyjemski). W 1950 roku na lotnisku we Wrocławiu przeszedł podstawowe przeszkolenie samolotowe, posiadając już srebrną Odznakę Szybowcową nr. 356. W 1951 r. uzyskał uprawnienia instruktora szybowcowego. Rozpoczęte w roku 1951 studia na Wydziale Lotniczym Politechniki Warszawskiej ukończył w roku 1957 – wśród kolegów absolwentów tego rocznika byli też m.in. Ludwik Natkaniec, Antoni Śmigiel, Wiesław Mercik, Jerzy Popiel – późniejsi piloci doświadczalni. W czasie studiów uzyskał Złotą Odznakę Szybowcową nr. 166.
W latach 1957–1962 pracował w zespole konstrukcyjnym wówczas docenta inż. Tadeusza Sołtyka przy konstrukcji samolotów TS-11 Iskra i TS-16 Grot.
Działa też czynnie w sportach lotniczych – szczególnie w akrobacji samolotowej. Startował też w lotach rajdowo-nawigacyjnych.

## Pilot doświadczalny
Jesienią 1959 ukończył kurs pilotów doświadczalnych i w roku 1960 uzyskał uprawnienia pilota doświadczalnego II kl. Przez lata 1960-62 łączy funkcję konstruktora w biurze konstrukcyjnym z pracą pilota doświadczalnego. Od 1962 roku pełnił pracę na stanowisku kierownika Oddziału Prób w Locie PZL Warszawa-Okęcie z wykonywaniem obowiązków pilota doświadczalnego i inżyniera nadzorującego przebieg prób w locie. Od 1969 r. był szefem zespołu pilotów doświadczalnych (podlegli piloci: Jerzy Wojnar, Witold Łukomski, Maciej Aksler).
Wykonał badania wielu prototypów w tym szczególnie:
- PZL-104 Wilga (dziewiczy lot wersji 40, badania rozlicznych serii- też w wersji pływakowej Wilga-80 w USA)
- PZL-105 Flaming (dziewiczy lot i większość prób)
- PZL-106 Kruk (dziewiczy lot prototypu i badania rozlicznych serii)
- PZL-110 Koliber (dziewiczy lot i większość prób).

Posiadając uprawnienia pilota doświadczalnego I kl. opracowywał wyniki prób innych pilotów. Był autorem raportów i sprawozdań, arkuszy zgodności, autorem Instrukcji Użytkowania w Locie.
Pełnoetatową pracę jako szef pilotów i pilot doświadczalny PZL Okęcie zakończył w roku 1991, przez następne 5 lat wykonując badania w locie na niepełnym etacie.
W latach 1964–1991 był członkiem Okręgowej Komisji Badania Wypadków Lotniczych, a w latach 1991–2002 członkiem Głównej Komisji Badania Wypadków Lotniczych. Badał m.in. katastrofę lotu Lufthansa 2904.
Był też pracownikiem w Zespole Certyfikacji IKCSP-GILC. Był wieloletnim członkiem Warszawskiego Klubu Seniorów Lotnictwa.
W sporcie dnia 8 maja 1964 ustanowił krajowy rekord wysokości lotu 6836 m na samolocie o masie 500–1000 kg (PZL-104 Wilga C) – rekord ten obowiązuje do dziś (rok 2016).
Łącznie, jako pilot latał na 58 typach statków powietrznych, wykonując ponad 4200 godzin lotów doświadczalnych - głównie badając prototypy, w mniejszym stopniu dokonując oblotów maszyn seryjnych.
Jest autorem książki biograficznej „Polscy piloci doświadczalni” Biblioteka Historyczna Instytutu Lotnictwa 2014 r.